# Andrea Raggi
Andrea Raggi (La Spezia, 24 de junho de 1984), é um ex-futebolista italiano que atuava como zagueiro. 

## Títulos
Monaco
- Campeonato Francês: 2016–17